# Артилерійський тягач

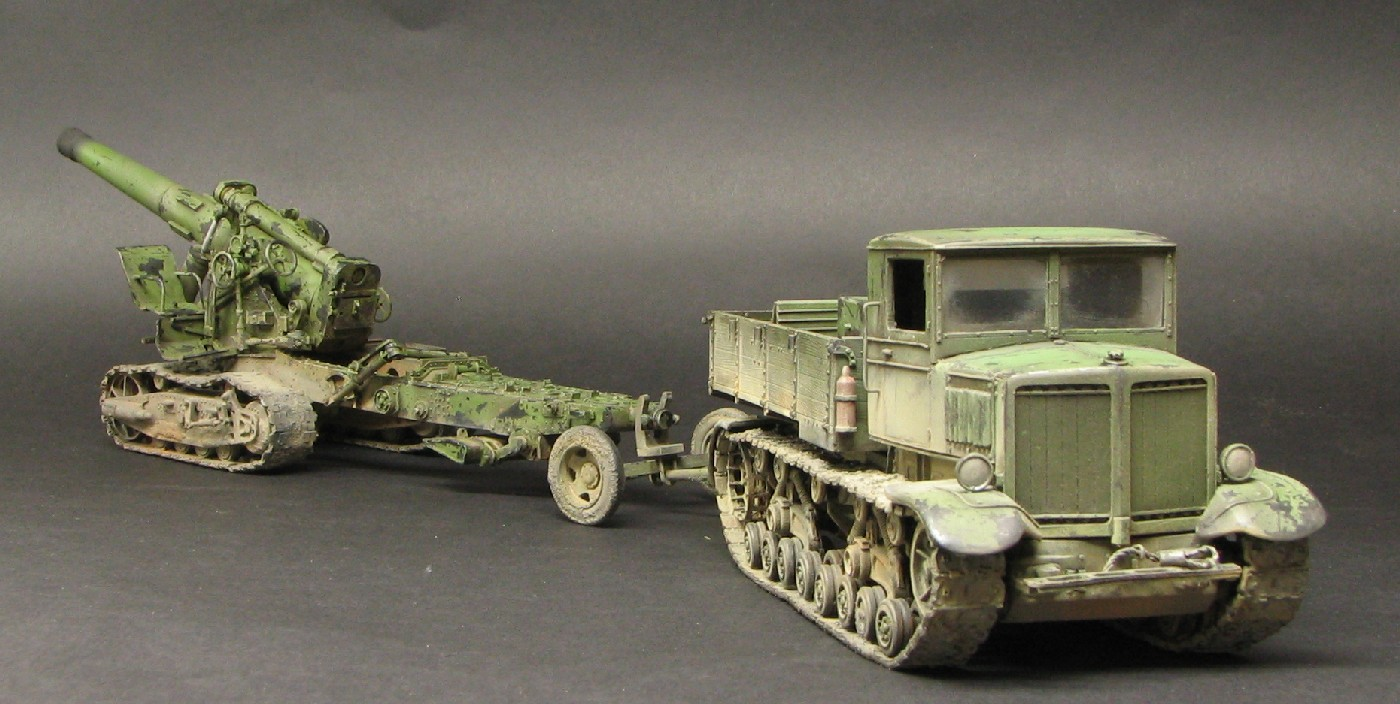
Радянський важкий артилерійський тягач «Ворошиловець» з 203-мм важкою гаубицею Б-4, причепленою через передок

Артилері́йський тяга́ч — вид тягача, саморушна машина, зазвичай на базі трактора або вантажного автомобіля, призначена для буксирування артилерійських систем, причепів (напівпричепів) та інших систем різнорідного призначення.
За типом рушія артилерійські тягачі поділяються на колісні та гусеничні. Колісні тягачі бувають одновісні — з однією парою ведучих коліс і шарнірним пристроєм, що з'єднує тягач з причепом, двовісні і багатовісні. За способом з'єднання з причепом, що буксується, тягачі можуть бути причіпні або сідлові (для буксирування напівпричепів).
Гусеничні артилерійські тягачі можуть буксирувати причепи з масою, рівний власній. На відміну від них гусеничні транспортери-тягачі мають подовжену базу, велику вантажопідйомність і здатні, крім буксирування артилерійських гармат і причепів (напівпричепів), перевозити особовий склад і різні вантажі. Для руху ґрунтами з низькою тримкістю та сніжній цілині використовують снігоболотнохідні гусеничні транспортери, що володіють малим питомим тиском на ґрунт (16,7-29,4 кПа). Артилерійські тягачі обладнують тягово-зчіпними пристроями, лебідками, системою для гальмування причепів.

## Див. також

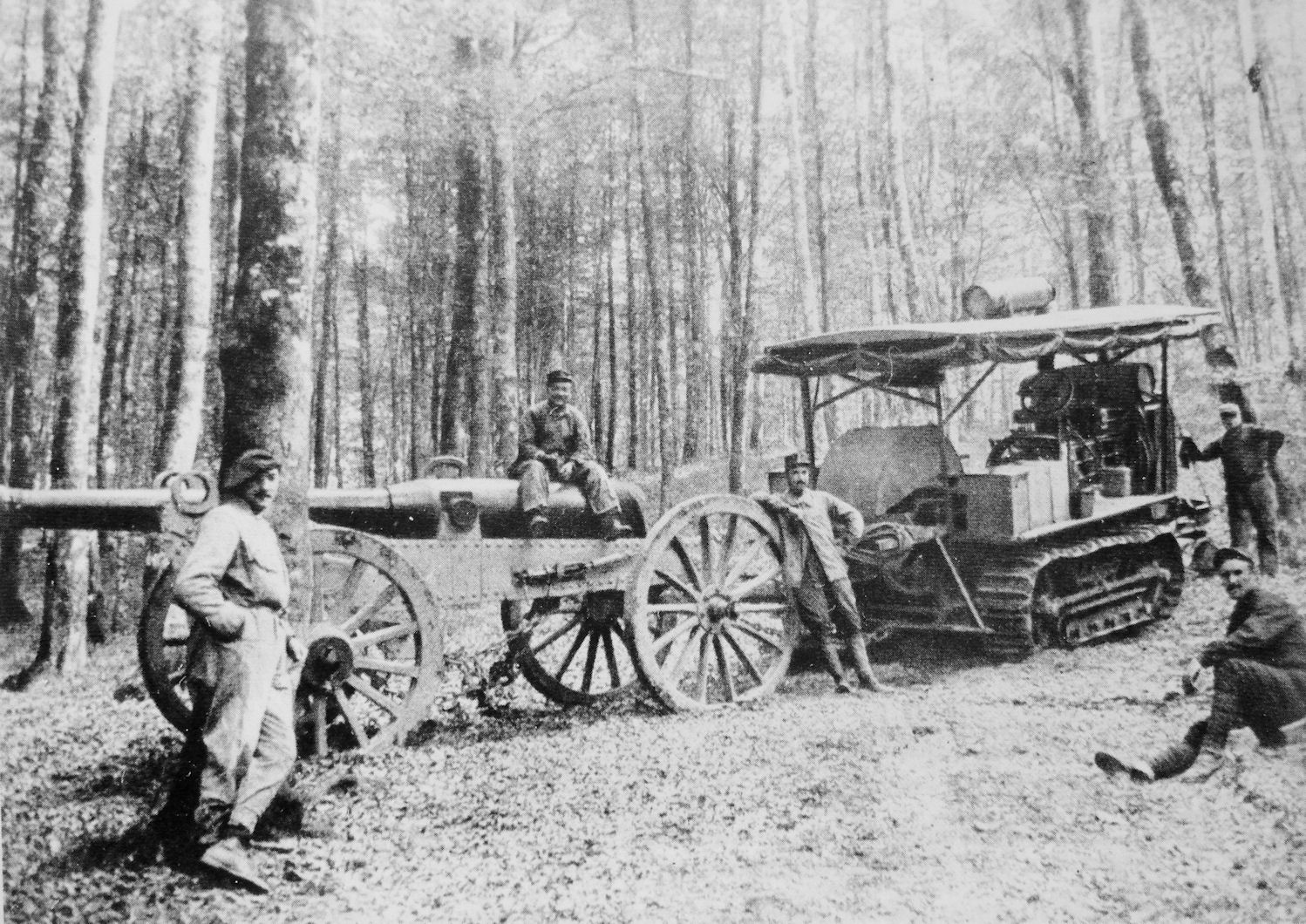
Артилерійський трактор Holt використовується французькою артилерією для транспортування важкої гармати. Перша світова війна. Весна 1915